# Littleton (Nou Hampshire)
Littleton és una població dels Estats Units a l'estat de Nou Hampshire. Segons el cens del 2000 tenia 5.845 habitants.

## Demografia
Segons el cens del 2000, Littleton tenia 5.845 habitants, 2.514 habitatges, i 1.588 famílies. La densitat de població era de 44,9 habitants per km².
Dels 2.514 habitatges en un 30% hi vivien nens de menys de 18 anys, en un 48% hi vivien parelles casades, en un 0% dones solteres, i en un 36,8% no eren unitats familiars. En el 31,1% dels habitatges hi vivien persones soles el 12,6% de les quals corresponia a persones de 65 anys o més que vivien soles. El nombre mitjà de persones vivint en cada habitatge era de 2,31 i el nombre mitjà de persones que vivien en cada família era de 2,87.
Per edats la població es repartia de la següent manera: un 24,6% tenia menys de 18 anys, un 6,8% entre 18 i 24, un 27,3% entre 25 i 44, un 26,8% de 45 a 60 i un 14,4% 65 anys o més.
L'edat mediana era de 39 anys. Per cada 100 dones de 18 o més anys hi havia 85,8 homes.
La renda mediana per habitatge era de 35.887$ i la renda mediana per família de 49.915$. Els homes tenien una renda mediana de 29.081$ mentre que les dones 21.335$. La renda per capita de la població era de 18.803$. Entorn del 8,6% de les famílies i l'11,4% de la població estaven per davall del llindar de pobresa.